# 311 (hudební skupina)
311 je americká rocková skupina z Omahy v Nebrasce, založená v roce 1988. Jejich hudební struktura zahrnuje rozmanitost hudebních stylů včetně alternativního rocku, hip hop, reggae, funk.

## Diskografie
- Dammit! (1990)
- Unity (1991)
- Hydroponic (1992)
- Music (1993)
- Grassroots (1994)
- 311 (1995)
- Transistor (1997)
- Live! (1998)
- Omaha Sessions (1998)
- Soundsystem (1999)
- From Chaos (2001)
- Evolver (2003)
- Don't Tread on Me (2005)
- Uplifter (2009)